# Anneb
L'Anneb, ou djebel Mechta Anneb (nom prétendument  tiré du fruit du jujubier el anneb (العناب)), aussi orthographié El Aneb ou El Aneub et même Djebel mta Anneub (« la montagne, celle d'Anneub ») sur la carte du dépôt de la guerre de 1855, est un pic montagneux à l'extrême nord de la commune d'El Amra et de la wilaya de Aïn Defla, en plein massif central du Dahra et de la forêt domaniale d'Oued El Khemis.
Son altitude est de 1 118 m.

## Histoire
C’était le domaine de la grande tribu des Béni-Farh qui occupait, autrefois, les deux versants du Dahra oriental. Cette ancienne population fut divisée par l'administration française en trois douars à la date du 27 juin 1891 :
- douar Larbaâ (Bouhlal) relevant de l'ancienne commune mixte de Gouraya ;
- douar El-Anneb ou el Annab de la commune mixte des Braz ;
- douar Madja de la commune de plein exercice de Kherba.

Les fractions qui ont toujours évolué sur les versants de ce piton étaient les Ouled Ali et le Beni Nasseur (Beni Nacer). Les chorfas ndjadjras trouvèrent refuge et hospitalité chez ces tribus. Leurs sanctuaires s'y trouvent toujours : Sidi Abdallah OuMoussa, Sidi Yahia, Sidi Mhidine.
Ce fut aussi un repère géodésique pour les premiers cartographes français.
Après la réforme territoriale du 28 juin 1956 supprimant les communes mixtes et érigeant les douars en assemblées municipales, le douar Bouhlal est érigé en commune de plein exercice. La fraction des Béni-Farh est défalquée du douar Madja dans la commune mixte de Kherba et cantonnée au sein de cette nouvelle commune. Le douar El-Anneb ou el Annab de la commune mixte des Braz revient à la commune de pleine exercice de Kherba.
Le 2/30 Régiment d'artillerie s'installe à El-Anneb en 1958 pour combattre la révolution et administrer les populations éparses à la SAS et gérer une école et un dispensaire sommaires. L’appellation de ce cantonnement était connue comme lca, le « camp ».
Après l’indépendance, la RTA, radio et télévision algérienne installe sur le pic d'el Anneb des récepteurs émetteurs qui sont connus sous l’appellation du Radar, nom que le pic et ces installations portent toujours.
Plusieurs familles abandonnent leurs douars pour venir s'installer au comminane après 1962, la cité communale ou dans la Qaria filahia, le village agricole socialiste de 1975 ou dans les préfabriqués du séisme de 1980 ou dans le quartier chic à la périphérie ouest d'El Amra pour les plus nantis après la libéralisation des années 1990.
La construction d'une école, d'un dispensaire et le revêtement partiel de la route permettent de convaincre de nombreux habitants à rester malgré le terrorisme après 1992.